# Stade Metropolitano Roberto Meléndez
Le stade Metropolitano Roberto Meléndez est le stade de football principal de la ville colombienne de Barranquilla.
Il fut inauguré le 11 mai 1986 avec une capacité de 60 000 spectateurs. 
Propriété de la ville de Barranquilla, le stade est le lieu de résidence des matchs à domicile du Corporación Popular Deportiva Junior et de l'équipe de Colombie de football.